# Poliaenus negundo
Poliaenus negundo là một loài bọ cánh cứng trong họ Cerambycidae.